# フリードリヒ・ヴィルヘルム2世 (ザクセン＝アルテンブルク公)
フリードリヒ・ヴィルヘルム2世（ドイツ語：Friedrich Wilhelm II., 1603年2月12日 - 1669年4月22日）は、ザクセン＝アルテンブルク公（在位：1639年 - 1669年）。

## 生涯
フリードリヒ・ヴィルヘルム2世は、ザクセン＝ヴァイマル公フリードリヒ・ヴィルヘルム1世とその2番目の妃アンナ・マリア・フォン・プファルツ＝ノイブルクの末息子である。父の死から8か月後に生まれた。
生後まもなく、フリードリヒ・ヴィルヘルム2世と兄たちはザクセン＝アルテンブルクを継承した。1618年までザクセン選帝侯クリスティアン2世およびヨハン・ゲオルク1世が後見人をつとめ、その後は兄ヨハン・フィリップが公領の統治と弟たちの後見人をつとめた。
1632年までに2人の兄が死去し、フリードリヒ・ヴィルヘルム2世と兄ヨハン・フィリップが共同統治をおこなうこととなった。しかし実際にはヨハン・フィリップが事実上は単独の統治者であった。1639年にヨハン・フィリップが死去するまではフリードリヒ・ヴィルヘルム2世は名目上の統治者であり、兄の死後にフリードリヒ・ヴィルヘルム2世は単独統治を開始した。
1660年、フリードリヒ・ヴィルヘルム2世はテマールおよびマイニンゲンの町を手に入れた。1664年にフンメルスハインに狩猟館（Jagdschloss）を建設し、1665年には2番目の妃マグダレーナ・ジビュレのため、アルテンブルクに「マグダレーネンシュティフト」と呼ばれる美しい寡婦館（Witwensitz）を建設した。
フリードリヒ・ヴィルヘルム2世の死後、次男で唯一生存していた息子フリードリヒ・ヴィルヘルム3世が公位を継承した。

## 結婚と子女
1638年9月18日にアルテンブルク城において、フリードリヒ・ヴィルヘルム2世はクリスティアン・ヴィルヘルム・フォン・ブランデンブルクの一人娘ゾフィー・エリーザベトと結婚した。ゾフィー・エリーザベトはその12年後に子女なく死去した。
1652年10月11日にドレスデンにおいて、かつて後見人をつとめたザクセン選帝侯ヨハン・ゲオルク1世の娘マグダレーナ・ジビュレと再婚した。2人の間には3子が生まれた。
- クリスティアン（1654年2月27日 - 1663年6月5日）
- ヨハンナ・マグダレナ（1656年1月14日 - 1686年4月14日） - 1671年10月25日にザクセン＝ヴァイセンフェルス公ヨハン・アドルフ1世と結婚
- フリードリヒ・ヴィルヘルム3世（1657年7月12日 - 1672年4月14日） - ザクセン＝アルテンブルク公